# Alfred DelBello
Alfred B. DelBello (* 3. November 1934 in Yonkers, New York; † 15. Mai 2015 in Waccabuc, New York) war ein US-amerikanischer Politiker der Demokratischen Partei.

## Werdegang
Alfred B. DelBello war ab 1970 Bürgermeister von Yonkers und der erste Demokrat, der den Posten des Westchester County Executive bekleidete, bevor er 1982 zum Vizegouverneur von New York gewählt wurde. Er gewann die demokratische Nominierung für das Amt des Vizegouverneurs als Running Mate von Ed Koch, dem damaligen Bürgermeister von New York City. Koch bestätigte ihn als Running Mate, da er glaubte, er würde Koch bei den Vorstadtwählern helfen. DelBello stand dem Botschafter Carl McCall, dem Running Mate des damaligen Vizegouverneurs Mario Cuomo, in den demokratischen Vorwahlen gegenüber.
DelBello gewann seine Vorwahl, wobei Koch eine Niederlage gegenüber Cuomo einfuhr. Daraufhin traten bei den anschließenden Gouverneurswahlen Cuomo und DelBello zusammen auf und gewannen die Wahlen. Während ihrer gemeinsamen Zeit als Gouverneur und Vizegouverneur kam es immer wieder zu kleinen Reibereien zwischen ihnen. DelBello konzentrierte sich in dieser Zeit ganz auf seine Rolle als Präsident des Senats von New York, ging aber auch Projekten nach, die er in den Weg leitete und Cuomo ihm überließ. Diese Projekte umfassten den Katastrophenschutz, die Kommunalverwaltung und die Wirtschaftsentwicklung.
DelBello trat im Februar 1985 als Vizegouverneur zurück, mit der Begründung, dass er gelangweilt war, da Cuomo ihm nicht genug zu tun gab. Anschließend ging er wieder in die Privatwirtschaft zurück. Er kandidierte dann 1994 erfolglos um einen Sitz im Senat von New York.
Im Dezember 2006 wurde DelBello durch die Westchester County Association, eine wirtschaftliche Interessenvertretung, zum Oberhaupt einer Property Tax Reform Commission ernannt, mit dem Zweck den Wohlstand in Westchester County beizubehalten. Er starb am 15. Mai 2015 in seinem Zuhause in Waccabuc, New York, an den Folgen eines Sturzes.